# 聖杯伝説

聖杯　ダンテ・ゲイブリエル・ロセッティ画

聖杯伝説（せいはいでんせつ）は、一般には騎士道文学での聖杯（en:Holy Grail）を追い求める物語全般をいう。大半が12・13世紀の中世西ヨーロッパにおいて書かれた。騎士の武勲や恋愛を含み、現在でもヒロイック・ファンタジーの要素として文学や絵画の表現に好んで取り上げられている。内容からキリスト教的背景をもつとされるが、キリスト教の教義の一部とされたことは一度もなく、したがってギリシャ・東ヨーロッパなど正教会が優勢な地域では本項で扱う聖杯伝説は存在しない。
なお、ここで取り上げられる聖杯とは、儀式である聖餐で使う杯（カリス、羅：Calix、英：en:Chalice）とは異なる（後述）。

## 概要
伝説のもっとも基本的な形は、次のような形である。漁夫王（または聖杯王）が病み、主人公である聖杯の騎士が聖杯に正しい問いをすることで回復することができるのだが、失敗し、騎士は聖杯探求の使命を与えられるというものである。騎士は数々の試練を乗り越え、聖杯を発見し、漁夫王は癒され国土は再び祝福される。伝説中で聖杯（仏：Graal; 英：Holy Grail; 独：Gral）は、最後の晩餐のとき用いられた杯、または十字架上のイエスの血を受けたものであり、聖遺物のひとつとされる。発見に成功する騎士にはガウェイン、ガラハッド、あるいはパーシヴァル（ペルスヴァル；パルチヴァール、パルツィファル、パルジファル）など諸説がある。いくつかの伝説では、漁夫王と主人公は祖父と孫などの血縁関係にあり、また聖杯を最後に見つける場所は聖杯城とも呼ばれる。
聖杯伝説は他の伝説と結びついて複雑な発達をする。アーサー王物語においては、ときに危難の席と結びつく。もっとも複雑な形はトマス・マロリーの『アーサー王の死』において見出される。ここではランスロット伝説と聖杯伝説が融合しており、パーシヴァルは登場こそするものの、その役割は小さくなっている。聖杯の騎士は、聖杯城の王の娘エレインと騎士ランスロットの息子であるガラハッドであるが、アーサー王の円卓の騎士すべてが探索に向かう。そのうちガラハッドを含む3人が聖杯城で聖杯を見ることができる。ほかは探索の過程で脱落し、あるいは挫折して去る。ランスロットは聖杯城に到ることが許されるものの、グィネヴィアとの不義の愛が原因で、聖杯を見ようとした瞬間に倒された。ガラハッドは聖杯を奉じて聖地に至りそこで天に召される。
聖遺物には病気治癒などの奇跡をもたらすという信仰がある。伝説中の聖杯は、さらに通過すると音楽が鳴り美味な食事をもたらすなどといわれる。これをアーサー王伝説に含まれるケルト神話の色濃い影響のひとつを見る説がある。すなわち魔法の大鍋等の魔法の器の影響が聖杯へと収束されたとも考えるのである。
西ヨーロッパでは聖杯伝説の人気は高く、古来から様々な物語に用いられてきた。ヴァーグナーの『パルジファル』、それに触発されて書かれたジュリアン・グラックの『アルゴールの城にて』と『漁夫王』、エリオットの『荒地』、近年では、映画の『インディ・ジョーンズ』や『ダ・ヴィンチ・コード』等で取り上げられている。また、いわゆる陰謀論の中では、ヒトラーや歴史上の様々な人物が聖杯を探して争ったとされる。また、そもそも杯ではないという説もある。
1982年にヘンリー・リンカーンらにより英国で出版されたノンフィクションHoly Blood, Holy Grail(邦題『レンヌ＝ル＝シャトーの謎─イエスの血脈と聖杯伝説』)で、 聖杯をイエスの血脈と関連付ける考えを示した。これは、ダン・ブラウンの『ダ・ヴィンチ・コード』にも借用されている。
なお、日本語では同じ「聖杯」と訳しているが、最後の晩餐に使われたとされる杯（カリス）と、聖杯伝説に登場するグレイルまたはグラールは、欧米語では別の語が当てられている。「聖杯」の項参照のこと。

## 聖杯の行方に関する数々の説
バロック時代のフランスの画家ニコラ・プッサンの代表作『アルカディアの牧人たち』では、墓石にラテン語で"Et In Arcadia Ego"（我はアルカディアにもある）と書かれているのを牧人たちが覗き込んで想いにふける様子を描いている。"Et In Arcadia Ego"（我はアルカディアにもある）は、並び替えると"I Tego Arcana Dei"（立ち去れ！私は神の秘密を隠した！）となるとして、リンカーンらは、これをイエス・キリストの血脈に関する秘密と解釈した。
リチャード・アンドルーズとポール・シェレンバーガーは多くの単語がレンヌ＝ル＝シャトー地域の目印になっていて、彼らはその目印の場所を特定することができたと述べた。例えば"LA CROIX"はアレ・レ・バン北部で交差する鉄道である。これらの場所を羊皮紙文書の通りに訪ねると、正方形を横切る形になる。これを受け、問題の絵はイエスの墓の位置を示しているとして、南フランスの山中『Rennes-le-Chateau（レンヌ＝ル＝シャトー）』にその位置を推定した。
（→キリストの墓）
テンプル騎士団がスコットランドに逃れて100年後に、テンプル騎士団の子孫『ヘンリー・シンクレア』が大西洋を西に向かって謎の航海をしたという記録がある。サン・ベルナールの調査によるとテンプル騎士団は財産をカナダの東海岸（大西洋側）に位置するノバスコシアなどに隠したとされ、一部はアメリカにも渡ったともされている。また、『聖杯はヘラクレスの柱の向こうに眠っている』という記述もあり、カナダ説を裏付けているとされるが、『ヘラクレスの柱』の位置問題はアトランティスの研究過程でも問題となっている。
トレヴァ・レヴンズクロフトは1962年に20年の研究の末に、スコットランドのミドロシアン州ロズリンにある『ロズリン・チャペル』の螺旋柱の中にあると発表した。しかし柱という柱、建物内のすべてが金属探知機で調べられたが、結果は得られなかった。つまり、その情報は誤っていたか、『ロズリン・チャペル』に一時的に保管され、その後に『ロズリン・チャペル』以外の場所に移動された可能性もある。
イングランド、スタンフォードシアにあるリッチフィールド家の庭園にあった記念石碑にも、その鍵があるという。ニコラ・プッサンの『アルカディアの牧人たち』をもとにした鏡像である。また、この石碑には"D.O.V.O.S.V.A.V.V.M"と、刻まれている。イギリスのブレッチリー・パークの政府暗号学校の元解読班員であり、ナチス・ドイツが第二次世界大戦中に開発した暗号機『エニグマ』を破った男、オリヴァー・ローンが、2004年この暗号解読を試み、「Jesus (As Deity) Defy」（イエスの神性を受け入れない）という異端の立場を示したものと発表した。